# Stazione di Contursi Terme
La stazione di Contursi Terme è una stazione ferroviaria ubicata sulla ferrovia Battipaglia-Potenza-Metaponto. Oltre a servire la città di Contursi Terme, serve tutto l'alto e medio Sele.

## Storia
La stazione è stata inaugurata il 1º dicembre 1874.
Fino al 1946 era denominata semplicemente «Contursi»; in tale anno assunse la nuova denominazione di «Contursi Terme». Aveva un buon traffico passeggeri e merci, poi diminuito con la diffusione del trasporto su gomma. Negli anni 1990 è diventata impresenziata ed è stato soppresso lo scalo merci.

## Strutture e impianti
La stazione, situata nei pressi dell'uscita di Contursi Terme dell'Autostrada del Mediterraneo, è dotata di un fabbricato viaggiatori su due livelli. Il piazzale è dotato di due binari, muniti di banchina, ed un tronchino. L'attraversamento pedonale dei binari è permesso dalla presenza di una passerella.

## Servizi
La stazione dispone di:
- Bar[4]
- Servizi igienici

## Interscambi
- Capolinea autolinee